# Jettenbach (Bavière)
Pour les articles homonymes, voir Jettenbach.
Jettenbach est une commune de Bavière (Allemagne), située dans l'arrondissement de Mühldorf am Inn, dans le district de Haute-Bavière.

## Jumelage
- Saint-Saturnin (Puy-de-Dôme) (France)